# TSC Grün-Weiß Gelsenkirchen
Der Tanzsportclub Grün-Weiß Gelsenkirchen e. V. (TSC Grün-Weiß Gelsenkirchen) war ein Tanzsportverein aus Gelsenkirchen. Der Verein wurde 1966 gegründet und bot Breitensport und Turniertanz, darunter auch Formationstanzen, an. Die Standardformation des Vereins tanzte in den 1970er-Jahren in der 1. Bundesliga Standard, Trainer war Jürgen Zumholte.
1976 trennte sich ein Teil der Tänzer vom TSC Grün-Weiß Gelsenkirchen und gründete mit dem TSC Kongress Gelsenkirchen einen eigenen Verein, in dem u. a. die Formationen des TSC Grün-Weiß Gelsenkirchen aufgingen. Der TSC Grün-Weiß Gelsenkirchen konzentrierte sich in der Folge auf die Sparte Breitensport, während der TSC Kongress Gelsenkirchen die Sparte Turniertanz anbot.
1998 wurden beide Vereine wieder vereint, die seit dem 30. September 1998 unter dem Namen Tanzsportclub Blau-Weiß Gelsenkirchen e. V. auftreten.